# Слагање сила
Слагање сила је процес у физици у коме се две или више сила сабирају у једну, резултујућу силу. Њихов збир се израчунава помоћу векторске једначине и зависи од угла који заклапају силе. За графичко представљање користе се правила паралелограма и полигона.

## Врсте разлагања

### Колинеарне силе
Колинеарне силе су оне чији су правци исти, а смерови исти или различити. Графичко представљање је у зависности од смерова, па постоје два приказа:
- графичко представљање када су силе истог правца и смера
- графичко представљање када су силе истог правца, а различитог смера

Резултанта за силе чији су правци истог смера је увек њихов збир и у смеру је обе силе, док резултанта код сила са различитим смером је једнака разлици те две силе и у правцу је веће компоненте. 

## Графичко представљање

### Правило паралелограма
Графичко израчунавање резултантне силе преко правила паралелограма се користи у већини случајева. Конструисањем недостајућих страница које су једнаке датим силама компонентама добија се тражени паралелограм. Повлачењем стрелице од пресека од пресека датих сила према пресеку додатих замишљених страница добија се тражена резултанта. Смер резултујуће силе је увек супротан од смера пресека сила.

### Правило полигона
Графичко израчунавање резултантне силе преко правила полигона се користи ређе због веће могућности грешке. Резултанта се добија спајањем основе прве и нападне тачке друге. Смер резултанте се налази у нападној тачки друге силе.